# Музичка Андрій Васильович
Андрій Васильович Музи́чка (6 грудня 1886, с. Доброводи поблизу Збаража — 8 вересня 1966, м. Семипалатинськ, Казахська РСР, нині Семей, Казахстан) — історик літератури, професор Одеського інституту народної освіти, дослідник нової української літератури.

## Життєпис
Народився 6 грудня 1886 року в с. Доброводи (нині Збаразький район Тернопільської області, Україна) в родині селян — Василя та Олександри Музичків.
Після закінчення сільської школи навчався в Збаразькій гімназії. Закінчив середню освіту в Тернопільській гімназії[яка?] (1907), після чого поступив на філологічний факультет Львівського університету, закінчивши його в 1911 р.
У 1911—1918 рр. був викладачем латинської та грецької мов у гімназіях Тернополя, брав участь у роботі українських громадських організацій «Січ» та «Просвіта».
Взяв активну участь у Листопадовому чині: в ніч з 31 жовтня на 1 листопада 1918 р. керував групою учнів, що роззброїла тернопільську жандармерію. Іншій частині учнів наказав взяти владу в навколишніх селах та висилати озброєних людей до Збаража і Тернополя.
Разом з Петром Карманським був обраний делегатом від Тернополя до Української Національної Ради Західноукраїнської Народної Республіки. Був членом Тернопільської повітової ради, де П. Карманський був головою. Радянськими джерелами ця діяльність була сфальшованою та представленою як «участь А. Музички у встановленні більшовицької влади».
Зголом вступив до Української галицької армії, був чотовим, потім сотником. Восени 1919 р. він входив до складу «вінницького» Ревкому УГА.
З 1920 до 1930 рр. викладав українську літературу в Одеському інституті народної освіти, керував бібліографічним гуртком. У 1925 отримав звання професора. Займався науковою роботою як член Одеської комісії краєзнавства; член Одеського наукового товариства при УАН (1926—1930). Впродовж 1927—1928 років займав посаду штатного співробітника Комісії для видання пам'яток новітнього українського письменства ВУАН. У 1927 році взяв участь у нараді над проектом нового Харківського правопису.
29 червня 1929 р. брав участь як представник Одеси в організованих компартією «виборах» академіків до ВУАН.
На початку 1931 р. стаття А. Музички у збірнику «Коцюбинський» була піддана шквальній критиці першим директором Інституту мовознавства ВУАН Григорієм Ткаченком, який звинуватив автора у демонстративному ігноруванні марксистського методу. 27 квітня того ж року Андрій Музичка був заарештований за звинуваченням за статтею 54-11 Кримінального Кодексу УРСР — участь у контрреволюційній змові, що передбачало 5 років ув'язнення в таборах. Після 10-місячного слідства, 5 березня 1932 р. судова трійка при ОДПУ УРСР ухвалила звільнити його з-під варти, заборонивши проживати в Українській РСР та ще 11 регіонах Радянського Союзу протягом трьох років. Цікаво, що наступного року і сам Григорій Ткаченко буде звинувачений у націоналізмі і виключений з лав КП(б)У. За період з 1932 по 1942 роки відомості про Андрія Музичку відсутні. У 1942 році є дані про його діяльність у Кзил-Ординському педагогічному інституті та про роботу у 1955 році на посаді старшого викладача кафедри російської літератури Семипалатинського педагогічного інституту. В 1956 р. Андрій Музичка захистив дисертацію кандидата філологічних наук «Леся Украинка и ее творчество» (рос.).
12 вересня того ж року Постановою Президіуму Одеського обласного суду було скасовано ухвалу Судової трійки 1932 року. Андрія Музичку було реабілітовано «за відсутністю складу злочину». Він шукав шляхи повернутись в Україну, але виявився нікому не потрібним. Є звістки, що в 1958 році він захистив докторську дисертацію, але залишаються невідомими ні її тема, ні бібліографічний опис автореферата, ні час і місце захисту.
За період 1958—1966 рр. знову не має ніяких відомостей про його життя. Помер 8 вересня 1966 року, похований у Семипалатинську (нині — місто Семей, Казахстан).

## Наукова діяльність
У своїх літературознавчих працях пробував дотримуватися соціологічного методу, пристосовувався до вимог офіційних чинників і представляв, наприклад, Лесю Українку як послідовника марксизму. Цінними є цитування Андрієм Музичкою у своїй книзі фрагментів з листів Лесі Українки до Маргарити Комарової-Сидоренко (доньки Михайла Комарова), які пізніше були втрачені й відомі лише з його публікації.

#### Праці
- Матеріали до історії Кирило-Мефодіївського братства в Одеському Губархіві. Доповідь на засіданні етнографічно-діалектологічної секції Одеської комісії краєзнавства//  Вісник Одеської комісії краєзнавства. — 1924. — № 1. — С. 21 — 22.
- М. Зеров. Леся Українка. Критично-біографічний нарис: рецензія// Червоний шлях. — 1924. — № 8–9. — С. 345—348.
- Леся Українка. Її життя, громадська діяльність і поетична творчість. — Од.: ДВУ, 1925. — 108 с.
- Життєва путь Івана Франка.//Життя і революція. — 1926. — № 5. — С. 70 — 83.
- Журнальна українська лірика 1926 р.// Червоний шлях. — 1927. — № 2. — С. 69 — 82.
- Шляхи поетичної творчості Івана Франка. — Од.: ДВУ, 1927. — 202 с.
- Маруся, казка. — Одеса 1834 // Записки історично-філологічного відділу ВУАН. — 1927. — Т. 13-14.
- З творчості І. Тобілевича (Карпенка-Карого): перша редакція першої дії Тобілевичевої п'єси «Батькова казка». Доповідь на засіданні Історичної секції УАН (1926) // Україна. — 1927. — №. 3. — С. 194.
- Марко Черемшина// Червоний шлях. — 1927. — № 6. — С. 47 — 56.
- Марко Черемшина (Іван Семанюк). — Х.- Одесса: ДВУ, 1928. — 280 с.
- Драматична творчість Лесі Українки та її розуміння// Червоний шлях. –  1928. — № 9–10. — С. 84 — 102.
- Революция 1905 года и творчество Леси Украинки./Ученые записки Семипалатинского педагогического института имени Н. К. Крупской. — о 1955. — Вып. 1. — С. 67 — 81.
- Борьба Леси Украинки против натурализма и декадентства в 90-х годах XIX в. /Ученые записки Семипалатинского педагогического института имени Н. К. Крупской. — 1959. — Вып. 3. — С. 192—225.